# Scott of the Antarctic
Scott of the Antarctic is een speelfilm uit 1947-1948. De film geeft een reconstructie van de reis van Robert Falcon Scott en zijn team naar de Zuidpool in 1912. De reconstructie is gebaseerd op dagboeken van de diverse expeditieleden die de Zuidpool hebben bereikt.

## Verhaal

### Heenreis
Robert Falcon Scott (gespeeld door John Mills) is een officier in de Britse marine. Hij heeft al een eerdere expeditie ondernomen naar Antarctica, maar de werkelijke (lees natuurkundige, geografische) Zuidpool nooit bereikt. Rond 1910 zet hij een expeditie op, die hem naar de geografische Zuidpool moet brengen; de Britse regering wil hem daarin niet financieel steunen (wel met mankracht). Na zelf fondsen te hebben geregeld, kan hij op een gegeven moment dan toch vertrekken. Hij wil daarbij vooral gebruikmaken van pony's en mankracht om de sleden te trekken omdat hij niet echt overtuigd is van de klassieke methode met honden, maar hij probeert het ook met modernere methodes (ijstractoren). Hij maakt tijdens zijn reis gebruik van het reisverslag van zijn voorganger, Ernest Shackleton.

Na overwinterd te hebben aan de rand van de Rosszee vertrekt Scott via de Grote Barrière naar de Zuidpool. De mensen die sceptisch waren over de toegepaste moderne middelen krijgen gelijk: al snel blijken de ijstractoren niet opgewassen te zijn tegen de barre weersomstandigheden. De paarden houden het iets langer uit, maar ook deze moeten (te) snel afhaken. Tractoren worden achtergelaten; de paarden afgemaakt. Het team van Scott moet nu enkel op mankracht verder. Ondanks het slechte weer verloopt de reis redelijk voorspoedig. Oorspronkelijk zou men met maximaal 4 man de laatste etappe afleggen, maar Scott kan niet goed kiezen en er gaan uiteindelijk 5 mensen mee op deze laatste etappe naar de Zuidpool; dat gaat ten koste van voedsel en brandstof.
Ondanks het weer bereikt men dan toch eindelijk de echte Zuidpool. Scott's Noorse concurrent Roald Amundsen blijkt hem voor te zijn geweest en deze heeft de Noorse vlag al geplant. Amundsen heeft in alle zaken de ontdekkingsreis beter aangepakt, waarbij een kortere route en beter transportmateriaal (alleen honden) de doorslag gaven.

### Terugreis
Teleurgesteld moet de groep de terugreis aanvangen. De teleurstelling is echter zo groot dat men alle motivatie verliest. Bovendien verslechtert het weer: op de terugweg wordt men geconfronteerd met hevige sneeuwstormen waardoor de reis langer duurt dan gepland. Ook de koude (overdag -65 C) laat zich gelden en leden van de expeditie krijgen last van bevroren ledematen. Brandstof om te koken is op. Voorraadplaatsen, aangelegd op de heenweg, zijn niet of nauwelijks terug te vinden. Uiteraard moet er iets heldhaftigs zijn; verzwakte expeditieleden offeren zich op om de overige leden in de gelegenheid te stellen de "basis" te halen. Er blijft zo meer voedsel en brandstof over voor de overige leden. Het mag niet baten. Door slecht zicht en uitputting strandden de laatste 3 leden vlak voor het laatste grote voedseldepot dat de redding had kunnen brengen (op zo'n 11 mijl of 16 kilometer ervoor).

## Opname
De film is grotendeels opgenomen in de Ealing Studios in Engeland.

## Filmmuziek
De filmmuziek is geschreven door Ralph Vaughan Williams, die deze muziek later uitwerkte tot zijn zevende symfonie: Sinfonia antartica; het wordt uitgevoerd door het Philharmonia Orchestra onder leiding van Irving.

## Rolverdeling
| Acteur                  | Personage                          |
| ----------------------- | ---------------------------------- |
| John Mills              | Robert Falcon Scott                |
| Diana Churchill         | Kathleen Scott                     |
| Harold Warrender        | Edward Adrian Wilson               |
| Anne Firth              | Oriana Wilson                      |
| Derek Bond              | Lawrence Oates                     |
| Reginald Beckwith       | Henry Robertson Bowers             |
| James Robertson Justice | Edgar Evans                        |
| Kenneth More            | Edward Evans, 1st Baron Mountevans |
| Norman Williams         | William Lashly                     |
| John Gregson            | Thomas Crean                       |
| James McKechnie         | Edward L. Atkinson                 |
| Barry Letts             | Apsley Cherry-Garrard              |
| Dennis Vance            | Charles S. Wright                  |
| Larry Burns             | Patrick Keohane                    |
| Edward Lisak            | Dimitri                            |
| Melville Crawford       | Cecil Meares                       |
| Christopher Lee         | Bernard Day                        |
| John Owers              | F.J. Hooper                        |
| Bruce Seton             | Lieutenant H. Pennell R.N.         |
| Clive Morton            | Herbert Ponting                    |
| Sam Kydd                | E. McKenzie R.N.                   |
| Mary Merret             | Helen Field                        |
| Percy Walsh             | Voorzitter van de Vergadering      |
| Noel Howlett            | Eerste vraagsteller                |
| Philip Stainton         | Tweede vraagsteller                |
| Desmond Roberts         | Admiraliteitsfunctionaris          |
| Dandy Nichols           | Caroline                           |
| David Lines             | Telegraaf                          |